# コーエン環
代数学において、コーエン環 (Cohen ring) は体または極大イデアルが p で生成される混標数 {\displaystyle (0,p)} の完備離散付値環である。コーエン環は完備ネーター局所環に対するコーエンの構造定理において使われる。